# Associazione Calcio Civitavecchia 1979-1980
Questa voce raccoglie le informazioni riguardanti l'Associazione Calcio Civitavecchia nelle competizioni ufficiali della stagione 1979-1980.

## Rosa
| N. |                   | Ruolo | Calciatore         |
| -- | ----------------- | ----- | ------------------ |
|    | Italia (bandiera) | A     | Fabio Abrizzi      |
|    | Italia (bandiera) | A     | Maurizio Amenta    |
|    | Italia (bandiera) | A     | Francesco Ceravolo |
|    | Italia (bandiera) | D     | Gianluca Cesaro    |
|    | Italia (bandiera) | J     | Achille Chiapponi  |
|    | Italia (bandiera) | C     | Gaudenzio Colla    |
|    | Italia (bandiera) | C     | Angelo Corsini     |
|    | Italia (bandiera) | P     | Renato De Luca     |
|    | Italia (bandiera) | D     | Marco Fabiani      |
|    | Italia (bandiera) | A     | Pasqualino Fallone |
|    | Italia (bandiera) | D     | Claudio Fazzini    |
|    | Italia (bandiera) | P     | Gianpaolo Grudina  |

| N. |                   | Ruolo | Calciatore           |
| -- | ----------------- | ----- | -------------------- |
|    | Italia (bandiera) | C     | Nazareno Gufi        |
|    | Italia (bandiera) | A     | Giacomo La Rosa      |
|    | Italia (bandiera) | C     | Bruno Legni          |
|    | Italia (bandiera) | C     | Mario Masiello       |
|    | Italia (bandiera) |       | Molinini             |
|    | Italia (bandiera) | D     | Luigi Natale         |
|    | Italia (bandiera) | C     | Fulvio Navone        |
|    | Italia (bandiera) | J     | Primo Petronilli     |
|    | Italia (bandiera) | D     | Fabio Peveri (I)     |
|    | Italia (bandiera) | D     | Massimo Peveri (II)  |
|    | Italia (bandiera) | C     | Costantino Recchioni |
|    | Italia (bandiera) |       | Sannino              |